# Ménades

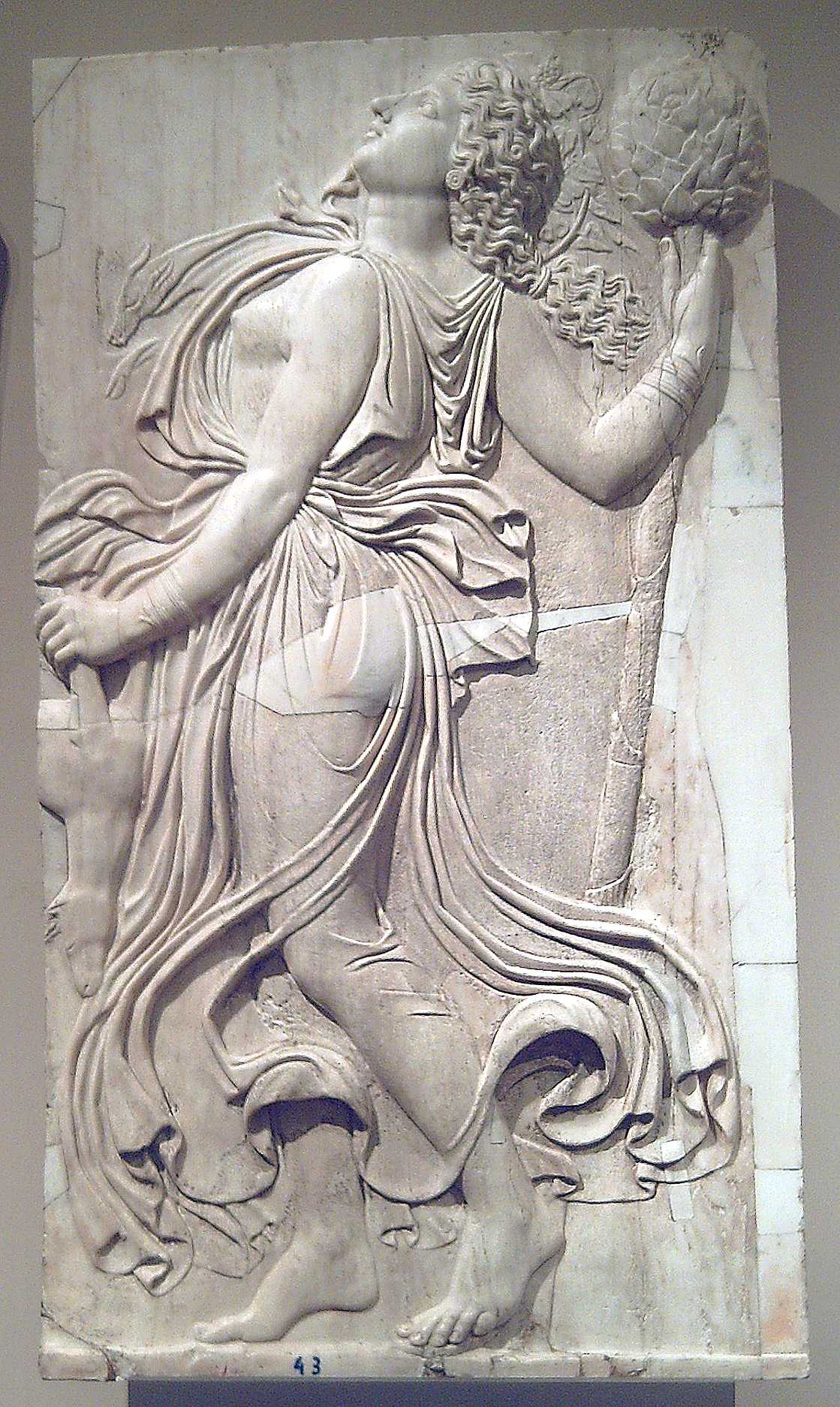
Ménade bailando. Copia romana de un relieve griego de finales del. Museo del Prado, Madrid.

En la mitología griega, las ménades (μαινάδες, mainádes) son seres femeninos divinos estrechamente relacionados con el dios Dioniso o Baco, dios supuestamente originario de Tracia y Frigia. Las primeras ménades fueron las ninfas que se encargaron de la crianza de Dioniso, y que posteriormente fueron poseídas por él, quien les inspiró una locura mística. Esto las contrapone a las bacantes o basárides, mujeres mortales que emulan a las ménades, que se dedican al culto orgiástico de Dioniso. No hay unanimidad, sin embargo, en estas acepciones. En muchas fuentes ménades y bacantes son sinónimos, entendiéndose por bacante la acepción latina de ménade.
Literalmente ménades puede traducirse por «las que desvarían». Se las conocía como mujeres en estado salvaje y de vida enajenada con las que era imposible razonar. Se decía de ellas que vagaban en bandas rebeldes o Thiasoi (tíasos) por las laderas de las montañas. Los misterios de Dioniso, el dios del vino, el misterio y la embriaguez, las llevaban a un frenesí extático en el que se permitían dosis importantes de violencia, borrachera, sexo, derramamiento de sangre y mutilación. Se las representa pictóricamente a menudo ataviadas con coronas de hojas de vid, vestidas con pieles de cervatillo, llevando el tirso, (del griego Thyrsoi), una vara con una piña en la punta y adornada con hiedra u hojas de vid, y danzando con el abandono salvaje a la naturaleza primaria. Se supone también que llegaban a practicar en su éxtasis el sparagmos, o desgarro de sus víctimas vivas en trozos tras lo que ingerían su carne cruda (omofagia).
Estrabón, al citar al cortejo femenino de Dioniso, incluye a «bacantes, las lenas, las tías o tíades, las mimalones, las náyades y las que en conjunto reciben el nombre de ninfas».
En el relato mítico de la muerte de Orfeo, las ménades lo despedazan por rechazar este el culto a Dioniso en favor del culto a Apolo, identificado con el sol. Según otras fuentes lo hacen afrentadas por su misoginia, sustituida por homosexualidad. De una forma similar, en la tragedia de Eurípides Las bacantes, estas descuartizan al rey tebano Penteo por prohibir este el culto a Baco, primo suyo, por cierto, y negar su divinidad.
Varios autores (entre ellos Nietzsche, en El nacimiento de la tragedia, y Julio Cortázar, en Las Ménades) ven en el mito de la muerte de Orfeo la confrontación permanente existente entre los principios apolíneo y dionisíaco, entre la serenidad y la orgía, entre la racionalidad y el abandono a los instintos, siendo Orfeo, el inventor de la lira, la medicina y otras artes, el que provoca su propia destrucción a manos de las fuerzas de la naturaleza por él desatadas.

### Nombres en Nono de Panópolis
«A ellas, en aquel momento, se unieron las intrépidas Ménades lidias en la campaña contra los indios. A toda prisa también, con sabio arte, marchaban las orgiásticas Basárides, las más poderosas, las nodrizas de Dioniso: Egle («resplandor»), Calícore («hermosa danza»), Eupétale («bellos pétalos»), Ione («arpa»), la risueña Cálice («cáliz»), Briusa («floreciente»), compañera de camino de las Horas, Silene («lunera»), Rode («rosada»), y también Oquínoe («mente veloz»); iban también Ereuto («rubicunda»), Acrete («vino sin mezclar»), Mete («ebriedad»), y les seguía su comadre, la rosada Enante («hoz») junto con Arpe («flor de vino»), Licaste («espinosa»), la de pies de plata, Estesícore («bailarina») y Prótoe («corredora»). La sonriente anciana Trigie («vendimiadora»), cargada de vino, se armó en último lugar».